# Pudu mephistophiles
Espèce
Statut de conservation UICN

 DD  : Données insuffisantes
Statut CITES
Le pudu du Nord, (IPA : [pud̪u d̪y nɔr] ), en latin Pudu mephistophiles, est une des deux espèces du genre Pudu, un cervidé de très petite taille que l'on rencontre en Amérique du Sud. C'est un animal menacé de disparition.

## Description de l'espèce

### Morphologie
Le pudu du Nord est considéré comme le plus petit cervidé du monde.

### Habitat
Nord de l'Amérique du Sud : Colombie, Équateur, Pérou, d'où son nom vernaculaire, pudu du Nord, qui le distingue du pudu du Sud vivant au Chili et peut-être encore en Argentine.